# Schloss A Pro

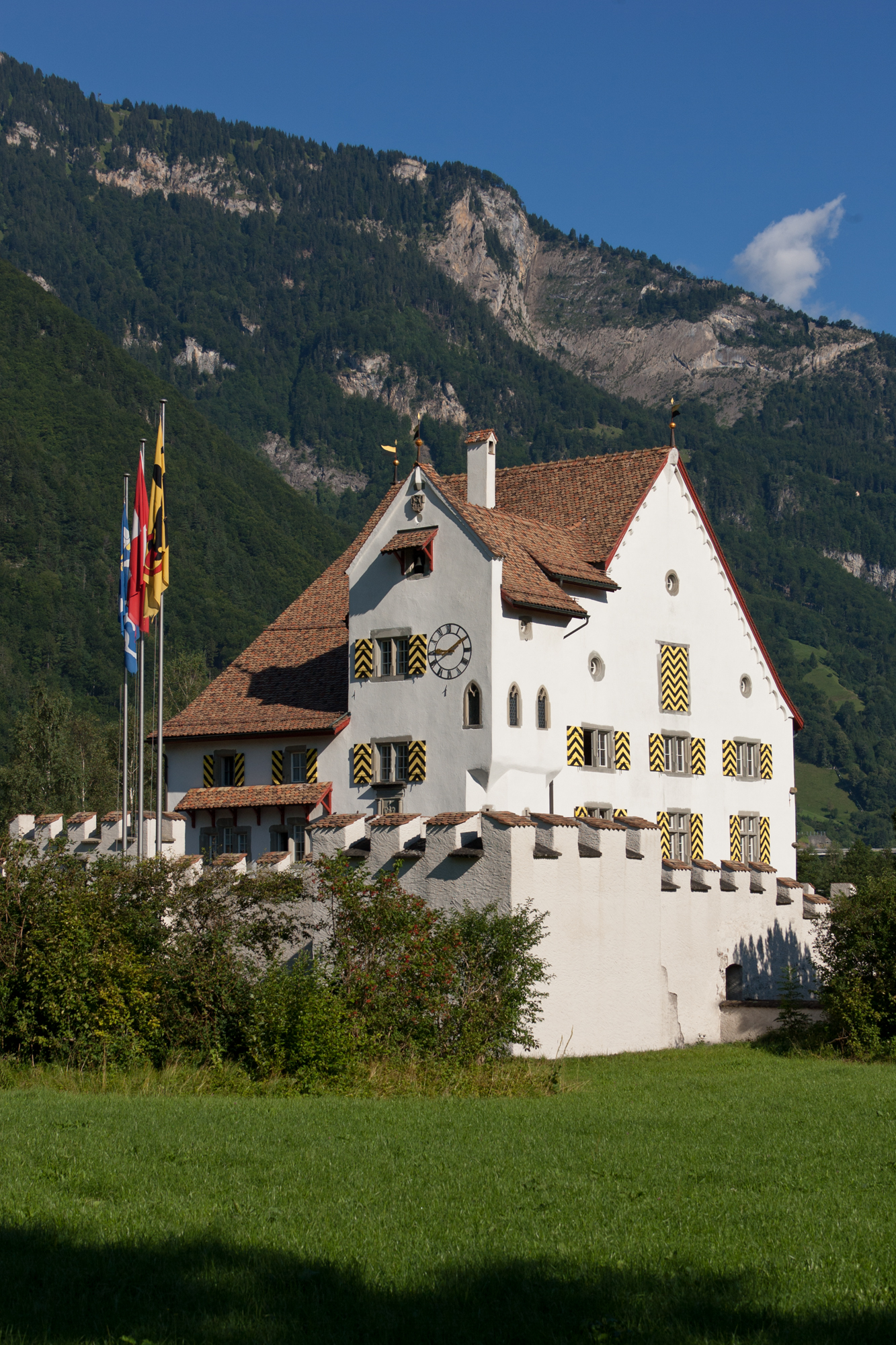
Schloss A Pro (2007)

Das Schloss A Pro ist ein Wasserschloss und steht in der Gemeinde Seedorf im Schweizer Kanton Uri.

## Geschichte
Es wurde 1556 von Jakob a Pro (1513 Aufnahme in das Urner Landrecht und Landessäckelmeister, 1556 Landvogt in Baden), erbaut. Sein Sohn Peter a Pro wurde Landammann in Uri. Zuvor waren beide als Söldnerführer und Werber in Piemont tätig.
1895/96 erfolgte eine Renovation. Der Kanton Uri erwarb das Schloss im Jahr 1959 vom aproschen Familienfideikommiss. Es dient der Urner Regierung als Haus für repräsentative Treffen und Versammlungen. Im ehemaligen Ökonomiegebäude beherbergt das Schlösschen seit 1981 das Urner Mineralienmuseum. Seit 2009 gibt es ein Schlossrestaurant mit gehobenem Ambiente.
Das Schloss ist ein Kulturgut von nationaler Bedeutung.